# Lim (rijeka)
Lim  je rijeka koja protiče kroz Crnu Goru, Srbiju i Bosnu i Hercegovinu.
Rijeka Lim istječe iz Plavskog jezera, a zatim protiče kroz Plav, Berane i Bijelo Polje u Grnoj Gori te Prijepolje i Priboj u Srbiji, zatim Rudo, Mioče i Višegrad u Bosni i Hercegovini. U Drinu se ulijeva blizu mjesta Međeđa u višegradskoj općini.
Nekad je bila jedna od najčistijih rijeka u Europi. Danas je zagađena. Da nije jaka i brza, koncentracija otpada bila bi i veća. Godinama plutaju sadržaji ispusta iz kanalizacije, sanitarne i industrijske otpadne vode te sve ostalo što ljudi bacaju (klaonički otpad). Samo na jugu općine Prijepolja je 70 divljih odlagališta otpada, s kojih se većinom otrovi speru u Lim. Općina Prijepolje, koja nema sustav za pročišćavanje otpadnih voda, već 50 godina odlaže otpad na pola kilometra dugo i 100 metara široko nesanitarno odlagalište Stanjevine, koje je uz samu obalu Lima i magistralni put ka Crnoj Gori. Stanjevine su crna točka. Lim je zagađen i s područja Srbije i s područja Crne Gore. Na području općina Priboja u Srbiji i Bijelog Polja u Crnoj Gori napravljen je projekt čišćenja divljih odlagališta, u okviru Programa prekogranične suradnje. Prosinca 2019. su te dvije općine uklonile svaka po šest divljih odlagališta.